# 오태훈 (게임 개발자)
오태훈(吳泰勳, 1975년 3월 19일 ~ )는 대한민국 출생의 게임 개발자 및 사업가이다.

## 경력
오태훈은 2004년 액티비전 블리자드 산하에 있는 인피니티 워드 게임 개발사에 입사하여, 10년 동안 콜오브듀티 (Call of Duty) 시리즈의 수석 아티스트 및 초기 개발자들 중 한 명으로 재직했었다.
2007년에는 전세계 게임아트컨테스트인 Dominance War 대회에서 영국팀 대표로 출전하여, 한국인 자격으로 전세계 1위를 수상을 하였다.
또한 오태훈은 2014년에 James Chung과 함께 공동 창업한 게임 개발 회사 Reload Studios (이후 Studio Roqovan으로 사업명 변경)의 공동창업자이자 COO (최고운영책임자)이다. 2015년 9월에 신설된 비게임 가상현실 콘텐츠 제작사인 Rascali 의 공동 창업자이기도 하다. 2016년에는 가상현실 (Virtual Reality) 1인칭 멀티플레이 슈터 게임인 월드워툰즈 (World War Toons )게임을 출시했으며, 이후 스턴트 코기 (Stunt Corgi 보관됨 2020-07-05 - 웨이백 머신), (Ror PC), Boulevard와 같은 가상현실 콘텐츠를 출시하였다.

## 약력
- 1975년 서울 출생
- 1994년 경기고등학교 졸업, 홍익대학교 입학
- 1999년 미국 Academy of Art University 입학 Computer Art (BFA)
- 2004년 액티비전/블리자드 Activision/Blizzard 입사
- 2007년 Dominance War 대회 세계 1위 입상[15]
- 2014년 Reload Studios 창업
- 2015년 Studio Roqovan으로 사업명을 변경

## 수상
- 도미넨스 워 (Dominance War) 1위 2007년[16]